# Delilah S. Dawson
Pour les articles homonymes, voir Dawson.
Œuvres principales
- Phasma

Delilah S. Dawson, née le 21 octobre 1977 à Roswell en Géorgie, est une écrivaine américaine de science-fiction et de fantasy.

## Œuvres

### UniversStar Wars
- Phasma, Pocket, coll. « Star Wars » no 157, 2018 ((en) Phasma, 2017), trad. Julien Bétan, 448 p.  (ISBN 978-2-266-28355-7)
- (en) Black Spire, 2019
- Inquisitorius : L'Éveil de la lame rouge, Pocket, coll. « Star Wars » no 206, 2024 ((en) Inquisitor: Rise of the Red Blade, 2023), trad. Thierry Arson, 528 p.  (ISBN 978-2-266-34291-9)

### SérieBlud
1. (en) Wicked As They Come, 2012
2. (en) Wicked As She Wants, 2013
3. (en) Wicked After Midnight, 2014
4. (en) Wicked Ever After, 2015

### SérieHit
1. (en) Hit, 2015
2. (en) Strike, 2016

### SérieThe Shadow
Cette série est écrite sous le nom de Lila Bowen.
1. (en) Wake of Vultures, 2015
2. (en) Conspiracy of Ravens, 2016
3. (en) Malice of Crows, 2017

### SérieThe Tales of Pell
Cette série est coécrite avec Kevin Hearne.
1. (en) Kill the Farm Boy, 2018
2. (en) No Country for Old Gnomes, 2019
3. (en) The Princess Beard, 2019

### Romans indépendants
- (en) The Lumberfox, 2014Roman érotique écrit sous le nom d’Ava Lovelace
- (en) The Superfox, 2014Roman érotique écrit sous le nom d’Ava Lovelace
- (en) Servants of the Storm, 2014
- À moi, Bayard jeunesse, 2022 ((en) Mine, 2021), trad. Patrice Louinet, 320 p.  (ISBN 979-10-363-4000-0)
- Délivrées, Sonatine, 2024 ((en) The Violence, 2022), trad. Karine Lalechère, 576 p.  (ISBN 978-2-38399-072-7)
- (en) Camp Scare, 2022
- (en) Midnight at the Houdini, 2023
- (en) Bloom, 2023
- (en) Guillotine, 2024
- (en) It Will Only Hurt for a Moment, 2024

## Prix et nomination

### Nomination
- Prix Thriller 2023 du meilleur roman pour The Violence[1]